# Habenaria eustachya
Habenaria eustachya är en orkidéart som beskrevs av Heinrich Gustav Reichenbach. Habenaria eustachya ingår i släktet Habenaria och familjen orkidéer. Inga underarter finns listade i Catalogue of Life.